# 弦楽四重奏曲第12番 (モーツァルト)
弦楽四重奏曲第12番 変ロ長調 K. 172 は、ヴォルフガング・アマデウス・モーツァルトが1773年に作曲した弦楽四重奏曲。6曲ある『ウィーン四重奏曲』のうちの5曲目であり、『ウィーン四重奏曲第5番』とも呼ばれる。

## 概要
1773年の8月にウィーンで作曲された6曲の『ウィーン四重奏曲』の5曲目の作品であるが、本作は同年の9月頃に完成されたと推定される。第10番（K. 170）や第11番（K. 171）で見せた実験的な作風を一時休止し、均斉と標準の世界に戻っている。
両端楽章は交響曲を思わせる筆致で書かれており、緩徐楽章もセレナード風と通常の室内楽とは違う雰囲気を持ち合わせている。また、第1楽章は交響曲からの転用であるという説が唱えられている。

## 曲の構成
全4楽章、演奏時間は約14分。
- 第1楽章 (アレグロ・スピリトーソ)
変ロ長調、4分の3拍子、ソナタ形式。
第1楽章のテンポはモーツァルト自身の筆跡ではなく第三者によるものであり、後から付け加えられたと考えられる。
- 第2楽章 アダージョ
変ホ長調、4分の4拍子、二部形式。
- 第3楽章 メヌエット - トリオ
変ロ長調 - ト短調、4分の3拍子。
- 第4楽章 アレグロ
変ロ長調、4分の2拍子、ソナタ形式。